# Ameropterus longistigma
Ameropterus longistigma är en insektsart som först beskrevs av Navás 1912.  Ameropterus longistigma ingår i släktet Ameropterus och familjen fjärilsländor. Inga underarter finns listade i Catalogue of Life.